# رعد-1
رعد-1 هو جهاز إطلاق صواريخ يمتلكه حزب الله يتم الآن المطالبة باستخدامه بدلا من جهاز كاتيوشا. يقول حزب الله أن جهاز رعد-1 قد يتميز بأنه أكثر دقة ومدى أبعد وقد تم استخدامه للهجوم على مدن شمال إسرائيل صفد، نهاريا وغيرها في يوليو 2006 في أثناء حرب لبنان 2006 بعد هجوم إسرائيل على لبنان يعتقد أن رعد-1 يمتلك مدى يزيد عن 60 ميل مما يجعله يمتلك القدرة على الوصول إلى أكبر مدن إسرائيل تل أبيب من معاقل حزب الله في جنوب لبنان.
نشر تقرير دولي ان حزب الله استخدم هذا النوع من الصواريخ في العديد من معاركه في سوريا، و آشهرها معركة القصير.
```
هذا الصروخ من صنعة أيران و هذا الصروخ طوله 100م
```